# Ivan Franjić (Fußballspieler, 1997)
Ivan Leon Franjić (* 8. September 1997 in Altenkirchen) ist ein deutscher Fußballspieler mit kroatischen Wurzeln, der im Mittelfeld eingesetzt wird und aktuell beim SV Wehen Wiesbaden unter Vertrag steht.

## Karriere
Ivan Franjić begann in seiner Heimatstadt Altenkirchen im Westerwald bei der SG Neitersen/Altenkirchen mit dem Fußballspielen. Bereits als 12-Jähriger kam er zum Bundesligisten Bayer 04 Leverkusen, wo er drei Jahre in dessen Nachwuchsleistungszentrum ausgebildet wurde.
Über diverse andere Jugendmannschaften wechselte er zur Oberligasaison 2016/17 zum Nordost-Vertreter VFC Plauen, wo er seine erste Spielzeit im Herrenbereich absolvierte. Nach Ende der Saison zog es ihn zum Nordost-Regionalligisten VfB Germania Halberstadt.
Zur Drittligasaison 2018/19 schloss sich Franjić Eintracht Braunschweig an, wo er einen bis Juni 2020 gültigen Vertrag unterzeichnete. Seinen ersten Profieinsatz hatte er beim Saisoneröffnungsspiel gegen den Karlsruher SC am 27. Juli 2018.
Am 20. Dezember 2018 teilt ihm sein Verein mit, dass er „für diese Woche vom Training freigestellt [werde], um Optionen für ihre Zukunft zu prüfen“. Am 21. Januar 2019 wurde der Vertrag des Mittelfeldspielers, nachdem er zuletzt im Oktober 2018 für die abstiegsbedrohte Eintracht aufgelaufen war, aufgelöst.
Bereits am 31. Januar 2019 sicherte sich der Regionalligist 1. FC Saarbrücken die Dienste des vereinslosen Mittelfeldspielers.
Seit der Saison 2021/22 spielt Franjić für den FSV Frankfurt in der Regionalliga Südwest.
Im Sommer 2022 wechselte er zu den Würzburger Kickers und zwei Jahre später zum SV Wehen Wiesbaden.